# Hery Rajaonarimampianina

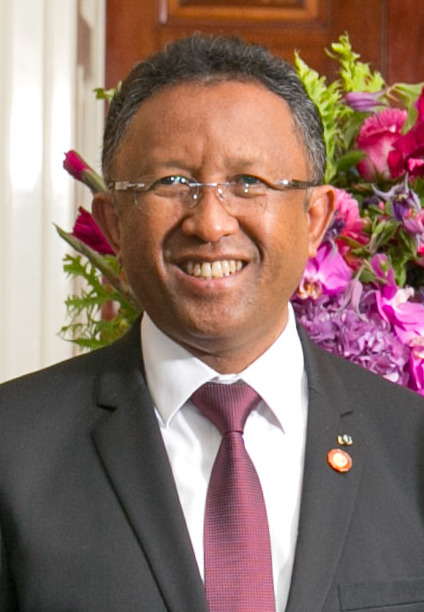
Hery Rajaonarimampianina (2014)

Hery Martial Rakotoarimanana Rajaonarimampianina (* 6. November 1958) ist ein madagassischer Politiker, der im Januar 2014 Staatspräsident von Madagaskar wurde. Dieses Amt musste er verfassungsgemäß am 7. September 2018 niederlegen, um erneut an der Präsidentschaftswahl am 7. November 2018 teilnehmen zu können.

## Leben
Hery Rajaonarimampianina stammt aus einfachen Verhältnissen. Er lebte in der Gemeinde Sabotsy Namehana, einem Vorort im Norden der Hauptstadt Antananarivo. Im Jahre 1982 erwarb Rajaonarimampianina einen Abschluss als MBA am Etablissement d’Enseignement Supérieur de Droit, d’Economie, de Gestion et de Sciences Sociales (EESDEGS) der Universität von Madagaskar. Danach unternahm er weitere Studien in Kanada, um seine Ausbildung auf den Gebieten des Finanzwesens und der Rechnungsführung an der Université du Québec à Trois-Rivières zu vervollständigen. Er erwarb dort 1986 einen Abschluss in Buchführung. Rajaonarimampianina erhielt 1991 das Canadian Diploma of Accounting von der Vereinigung der Vereidigten Buchprüfer (Certified General Accountant’s Association, C.G.A).
Im gleichen Jahr kehrte Rajaonarimampianina nach Madagaskar zurück und arbeitete dort als Steuerberater. Er wurde auch Studiendirektor am Institut National des Sciences Comptables et de l’Administration d’Entreprises (INSCAE) in Antananarivo und Lehrbeauftragter an der Universität Antananarivo, sowie am Institut of Business Administration (IAE) der Universität Metz.
1995 gründete Rajaonarimampianina die Steuerberatungsfirma Auditeurs Associes – C.G.A. in Antananarivo. Mit 50 Partnern berät die Firma nationale und internationale Handelsgesellschaften, die im ganzen Lande operieren.
2003 wurde er zum Vorsitzenden des Ordre des Experts Comptables et Commissaires aux Comptes de Madagascar, der Vereinigung vereidigter Buchprüfer auf Madagaskar, und der Vizepräsident des Conseil Supérieur de la Comptabilité.

## Politische Karriere
Im Jahre 2009 wurde Rajaonarimampianina Minister für Finanzen und Budget zu einer Zeit, als sich die internationalen Geldgeber nach dem Putsch gegen Marc Ravalomanana und der Errichtung einer international nicht anerkannten Übergangsregierung zurückzogen. Seit 2011 war er zudem Geschäftsführer von Air Madagascar.

## Die Kampagne zur Präsidentenwahl 2013
Rajaonarimampianina gründete 2013 die politische Bewegung Hery Vaovao hoan'i Madagasikara ((HVM), dt. Neue Kräfte für Madagaskar) und trat mit weiteren 32 Kandidaten bei der ersten Runde der Präsidentschaftswahl am 25. Oktober 2013 an. Seine Hauptkonkurrenten waren der Bürgermeister von Antananarivo Edgard Marie Noé Razafindravahy von der Partei Tanora Gasy Vonona (TGV) des Übergangspräsidenten Rajoelina, der Kandidat der Bewegung des früheren Präsidenten Marc Ravalomanana, Jean-Louis Robinson von der Partei Antoko ny Vahoaka Aloha No Andrianina (AVANA) und die beiden ehemaligen Premierminister der „Hohen Übergangsbehörde“ Albert Camille Vital und Roindefo Zafitsimivalo Monja.
Nach der ersten Runde erreichte Rajaonarimampianina 15,62 % der Stimmen und lag an zweiter Stelle hinter Robinson. Alle Kandidaten, die der 2009 an die Macht gelangten „Hohen Übergangsbehörde“ nahestanden, erreichten zusammen 55 %.
Vor dem zweiten Wahlgang am 20. Dezember erlangte er die Unterstützung weiterer politischer Gruppierungen, einschließlich der politischen Parteien von Roland Ratsiraka, eines Neffen des ehemaligen Präsidenten Didier Ratsiraka, und Pierrot Rajaonarivelo, sowie vom amtierenden Übergangspräsidenten Andry Rajoelina.
Die zweite Runde der Präsidentenwahlen konnte Rajaonarimampianina mit 53,5 % für sich entscheiden. Trotz einiger Beschwerden von Seiten der Unterstützer Robinsons über Wahlfälschungen, erklärten internationale Wahlbeobachter die Wahlen insgesamt als „frei, transparent, glaubwürdig und korrekt“.

### Präsidentschaftswahl 2018
Bei der Präsidentschaftswahl 2018 am 7. November trat Rajaonarimampianina – unterstützt von seiner Bewegung HVM – als Kandidat mit der No.14 an. Er belegte mit 8,84 % der gültigen Stimmen den dritten Platz und gelangte damit nicht in die Stichwahl.